# Sonate K. 222
La sonate K. 222 (F.170/L.309) en la majeur est une œuvre pour clavier du compositeur italien Domenico Scarlatti.

## Présentation
La sonate K. 222, en la majeur, est notée Vivo à 
. Elle forme un couple avec la sonate K. 221, de même tonalité.

## Manuscrits
Le manuscrit principal est le numéro 17 du volume III (Ms. 9774) de Venise (1752), copié pour Maria Barbara ; l'autre est Parme V 4 (Ms. A. G. 31410).

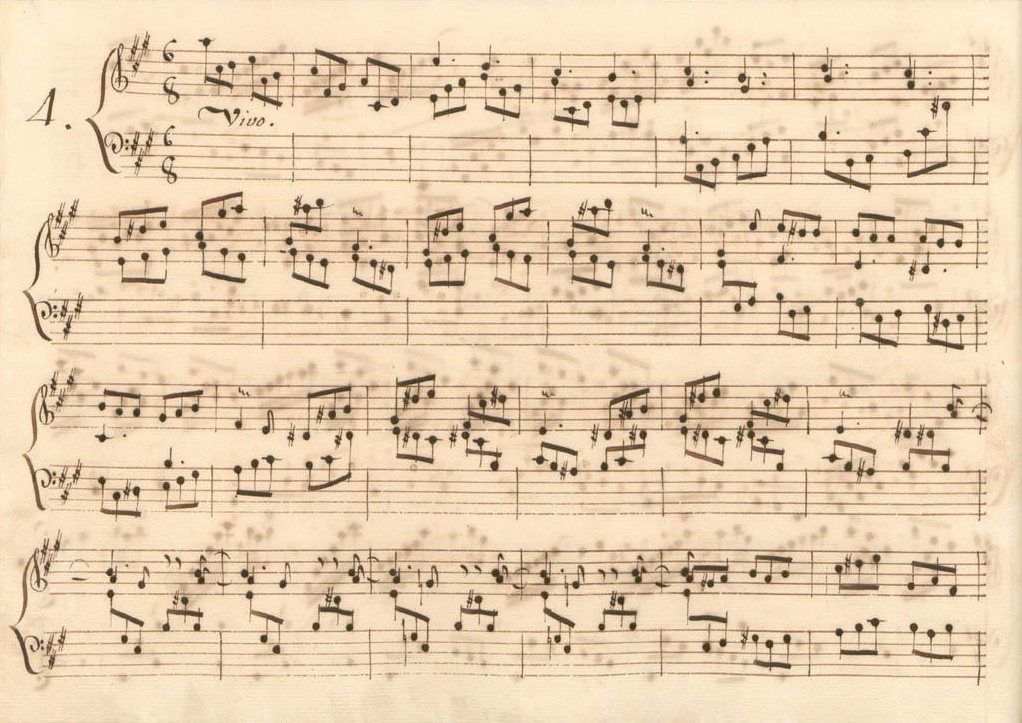
Parme V 4.
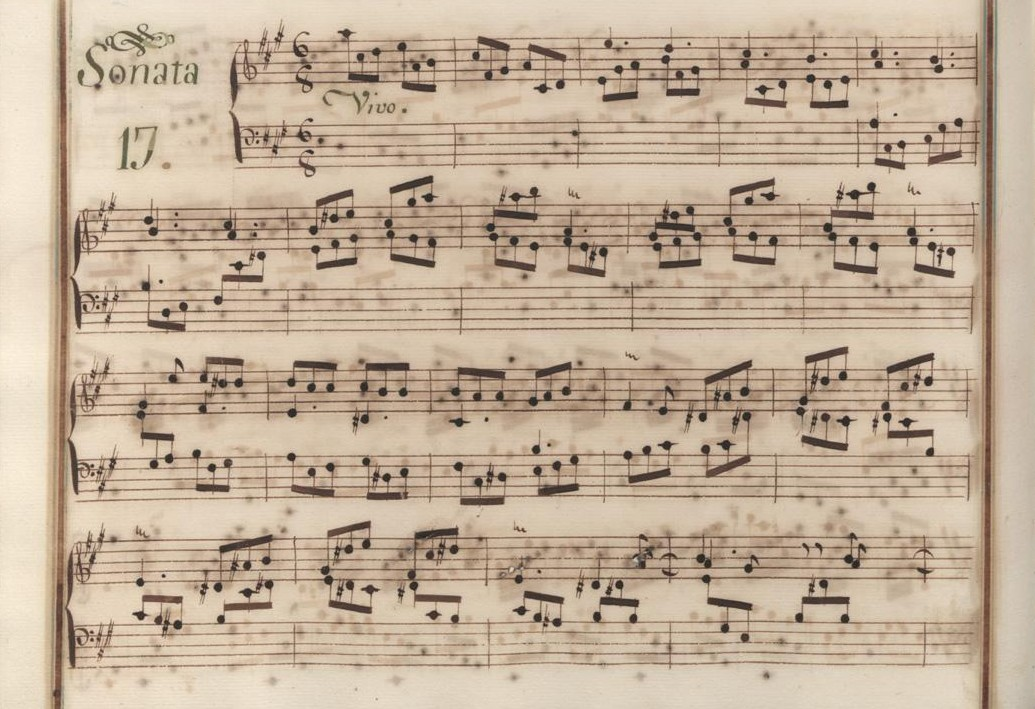
Venise III 17.

## Interprètes
La sonate K. 222 est défendue au piano notamment par Carlo Grante (2009, Music & Arts, vol. 1) et Goran Filipec (2017, Naxos, vol. 19) ; au clavecin par Scott Ross (Erato, 1985), Richard Lester (2001, Nimbus, vol. 2) et Kenneth Weiss (2001, Satirino).

## Sources
: document utilisé comme source pour la rédaction de cet article.
- Ralph Kirkpatrick (trad. de l'anglais par Dennis Collins), Domenico Scarlatti, Paris, Lattès, coll. « Musique et Musiciens », 1982 (1re éd. 1953 (en)), 493 p. (OCLC 954954205, BNF 34689181).
- Alain de Chambure, « Domenico Scarlatti : Intégrale des sonates — Scott Ross », p. 219, Erato (2564-62092-2), 1985 (OCLC 891183737) ..